# Indigofera dendroides
Indigofera dendroides är en ärtväxtart som beskrevs av Nikolaus Joseph von Jacquin. Indigofera dendroides ingår i släktet indigosläktet, och familjen ärtväxter. Inga underarter finns listade i Catalogue of Life.